# Vankarem
Vankarem (ryska Ванкарем) är en by i den autonoma regionen Tjuktjien i Ryssland. Den är belägen i norr vid kusten till Tjuktjerhavet. Folkmängden uppgår till cirka 170 invånare.
Byn invaderas regelbundet av isbjörnar på vandring längs kusten.